# Stora inneklimatpriset

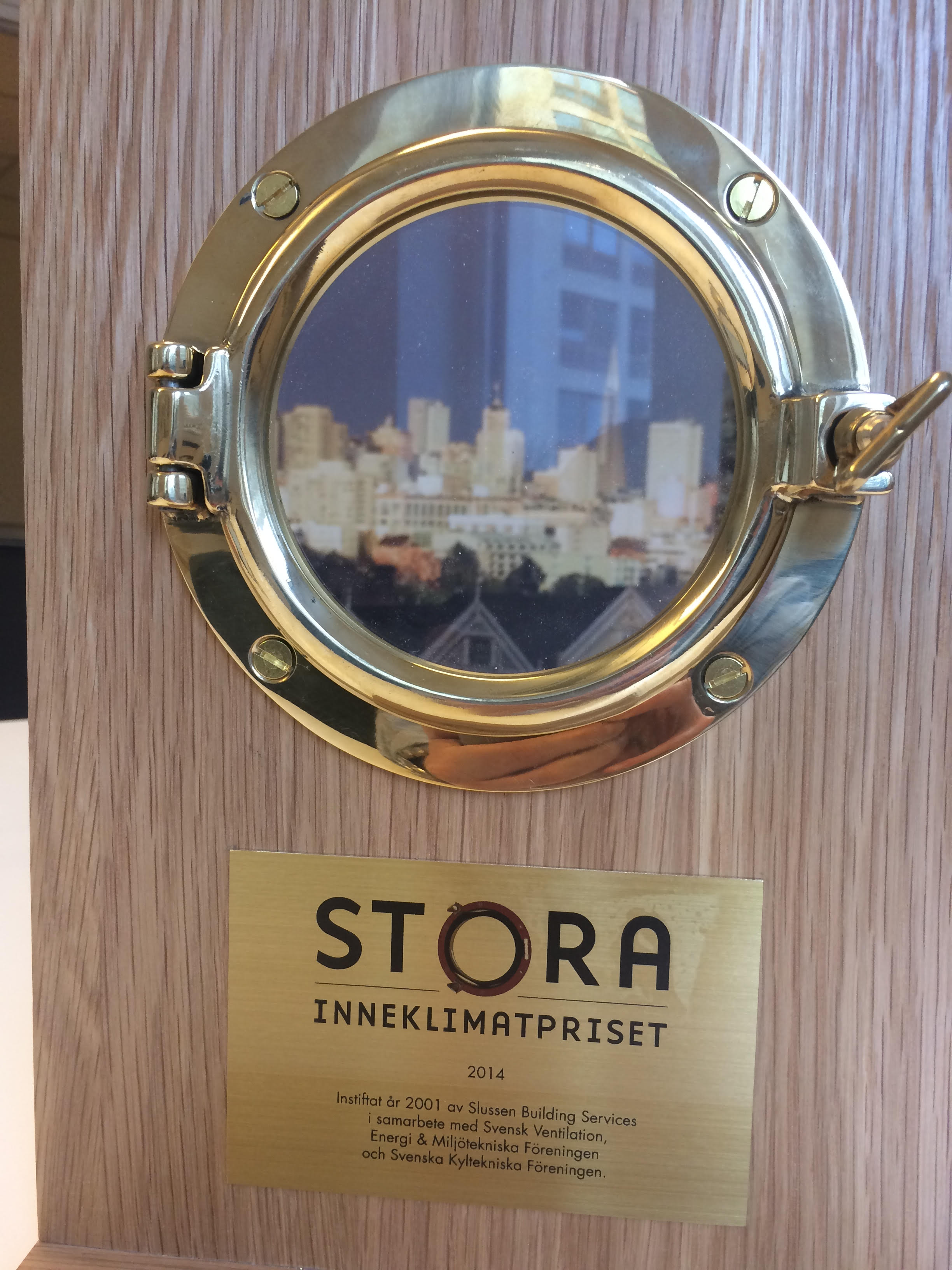
Bild av priset.

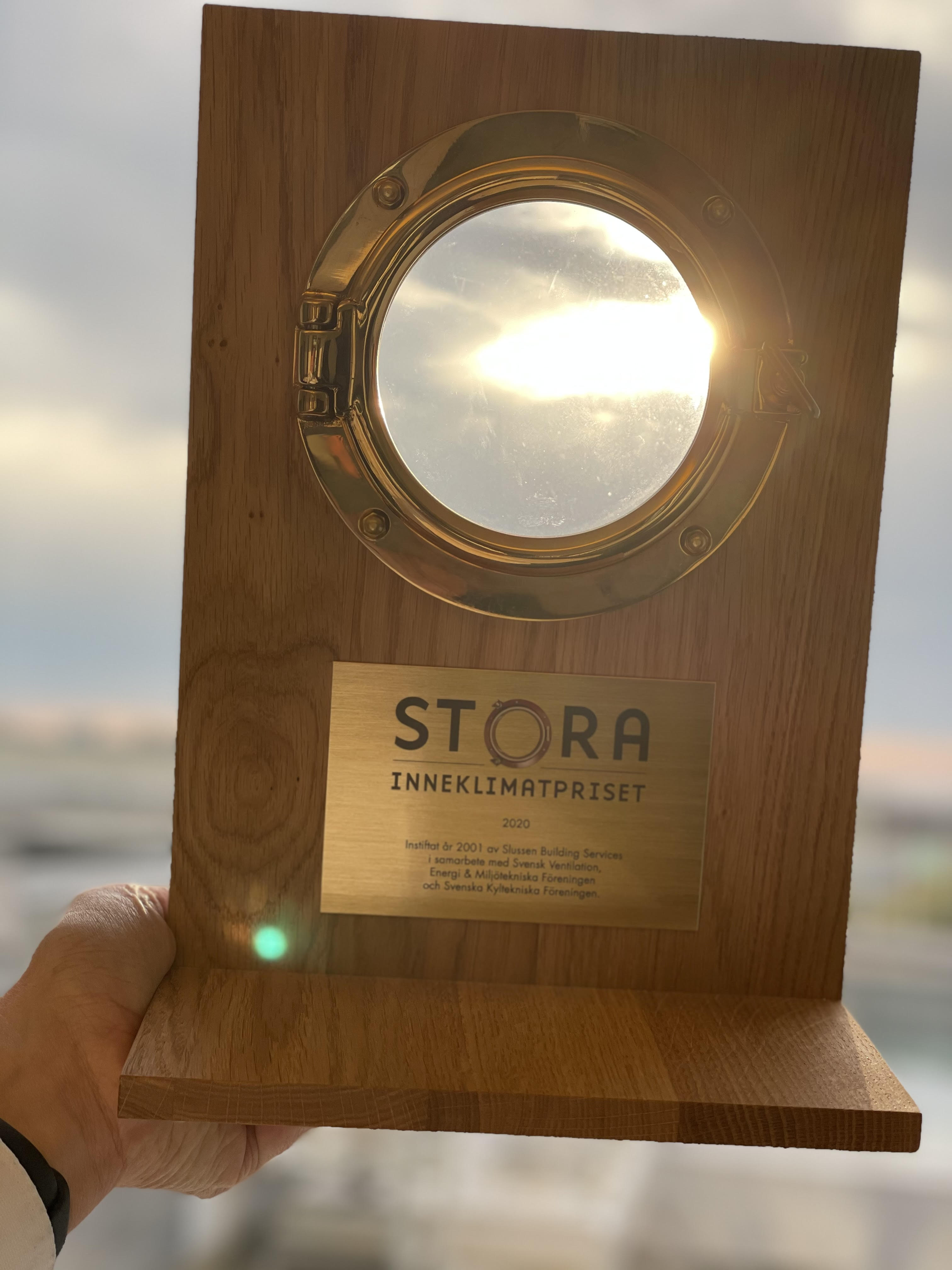
Stora Inneklimatprisets design bestående av en ekstomme med en infälld mässingsventil.

Stora Inneklimatpriset är ett pris som instiftades 2001 av Slussen Building Services i samarbete med Svensk Ventilation, Energi- och Miljötekniska föreningen och Svenska Kyltekniska Föreningen. Priset tilldelas företag eller organisation inom inneklimat, energi och VVS, som utvecklat en betydelsefull produkt, tjänst eller metodik med goda möjligheter att komma till praktisk nytta.
Produkten/tjänsten/metoden skall vara innovativ, bidra till bra inomhusklimat och långsiktigt begränsad resursanvändning. Priset syftar till att öka intresset för inneklimatteknik, stärka dess ställning och uppmärksamma teknik som främjar ett sunt inomhusklimat i energieffektiva byggnader.

## Jury
Juryn består av representanter från branschorganisationerna och ordförande är docent Lars Ekberg, professor vid avdelningen för installationsteknik vid Chalmers

## Priset
Priset är en staty bestående av en ekstomme med en infälld mässingsventil. Pristagaren vinner, förutom ära och staty, marknadsföring, samt en föreläsning för en exklusiv skara medlemmar i nätverket FEGIS.

## Oberoende källor
Priset har rönt viss uppmärksamhet i media och den akademiska världen. Exempelvis i pressmeddelande från Mittuniversitetet, artikel i VVS-Forum, Fastighetstidningen Energi & Miljö Sundsvalls Tidning och hos CIT Energy Management

## Historia
Priset startade 2001 för att främja inneklimatet genom att uppmärksamma tekniken som skapar den.

### Pristagare
Priset delas ut nästkommande år  
- 2001: SP/Bostads AB Poseidon/Svenska Bostäder, för sitt gemensamma projekt P-märkning av bostäder, ett kvalitetsmärknings-system som behandlar både förvaltningen av byggnaden och byggnaden i sig själv. Gällande bland annat radon, termisk komfort, buller, vatten och el- och magnetfält.
- 2002: LindinVent, för sitt aktiva tilluftsdon IDCC, genom inbyggd mätning och styrning av den faktiskt tillförda luftens mängd och tillstånd.
- 2003: Kontrollelektronik, för sitt arbete med applikationer av frikyla.
- 2004: SenseAir, för ett lättanvänt och kostnadseffektivt verktyg för att mäta temperatur och koldioxidhalt, två viktiga parametrar vid kvalitetsbestämning av inneklimat.
- 2005: Fläkt Woods, för en innovativ konstruktion av ventilationsfläktar, den nya fläktteknikens höga verkningsgrad gör att bra ventilation kan nås med minskad el-användning.
- 2006: Munters, för tekniken att med roterande växlare kunna överföra både värme och fukt inom tillämpningar som värmeåtervinning, avfuktning (bostäder, lokaler, virkestorkning, lager) och komfortkyla.
- 2007: Swegon, för produkten Parasol som medger bra ventilation och hög kyleffekt utan dragproblem.
- 2008: ebm-papst, för en kommersiellt tillgänglig, mycket resurseffektiv fläkt som väl täcker behoven i merparten av ventilationstillämpningar.
- 2009: Jeff Electronics, för ett kommersiellt tillgängligt, innovativt styrsystem för kyrkor och andra gamla byggnader som utgör en omistlig del av Sveriges kulturarv.
- 2010: Systemair/PQR Consult/Gösta Schelin, för ett luftbehandlingssystem med från- och tilluft samt värmeväxling som företagen utvecklat tillsammans.
- 2011: Swegon, för en intelligent, innovativ och kommersiellt tillgänglig helhetslösning för klimatstyrning av hotell.
- 2012: Camfil, för sin Road Show Trailer, ett rullande laboratorium för luftmiljömätningar och utställning.
- 2013: SWESIAQ, för SWESIAQ-modellen, en systematiska metod för hantering av innemiljöproblem.
- 2014: Skanska, för utveckling av Deep Green Cooling, ett koncept för komfortkyla utan eldrivna kompressorer.
- 2015: Free Energy Sverige, för sin värmepumplösning (HYSS) Hybrid Solar System som utnyttjar värmepumpens fördelar att ta tillvara förnybar energi.
- 2016: Lindab, för utveckling av produkten Ultralink som använder ultraljud för att mäta luftflöde och temperatur i ventilationskanaler.
- 2017: MidDec Scandinavia, utveckling av radonsensorn för inomhusluft. Sensorn mäter kontinuerligt radonhalten, och mätresultatet görs tillgängligt via internet.
- 2018: Swegon, för systemet WISE - en flexibel och heltäckande lösning för behovsstyrning av byggnaders system för ventilation, värme och komfortkyla.
- 2019: Camfil, för produkten Megalam EnerGuard – en ny typ av högeffektiva filter för avskiljning av partiklar från ventilationsluft.
- 2020: Skolfastigheter i Stockholm AB (SISAB), för SOLIDA, AI-styrt inomhusklimat.
- 2021: Smartfront, för sin metod för uppgradering av fasad, ventilation och fönster på befintliga fastigheter.
- 2022: Camfil för utvecklingen av nya generationen av Hi-Flo påsfilter.
- 2023: Locum för utvecklingen av Census Eye - digitaliserad OVK.
- 2024: InventiAir AB för utvecklingen av fasadapparaten Longus